# Henri Joseph Paixhans

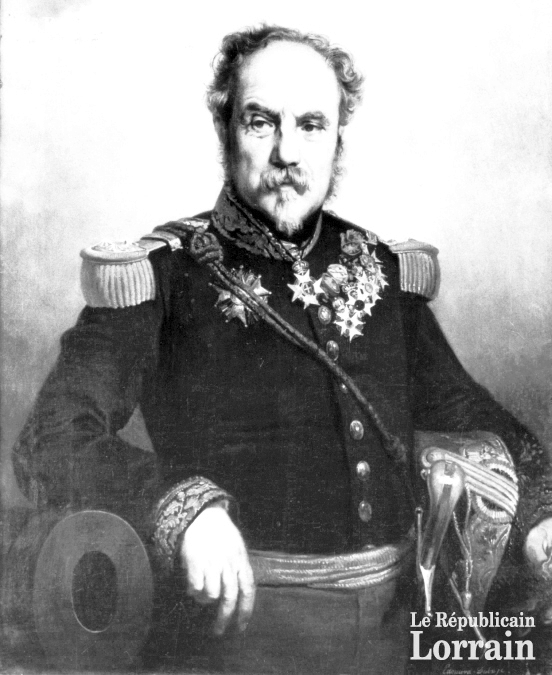
Henri-Joseph Paixhans (um 1850)

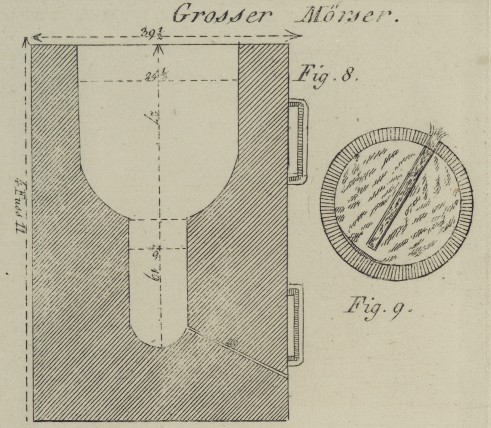
Schnittzeichnung des Monstermörsers für die Belagerung von Antwerpen (Fig. 8: Durchschnitt des Mörsers; Fig. 9: Durchschnitt eines Geschosses mit Ladung und Zünder)

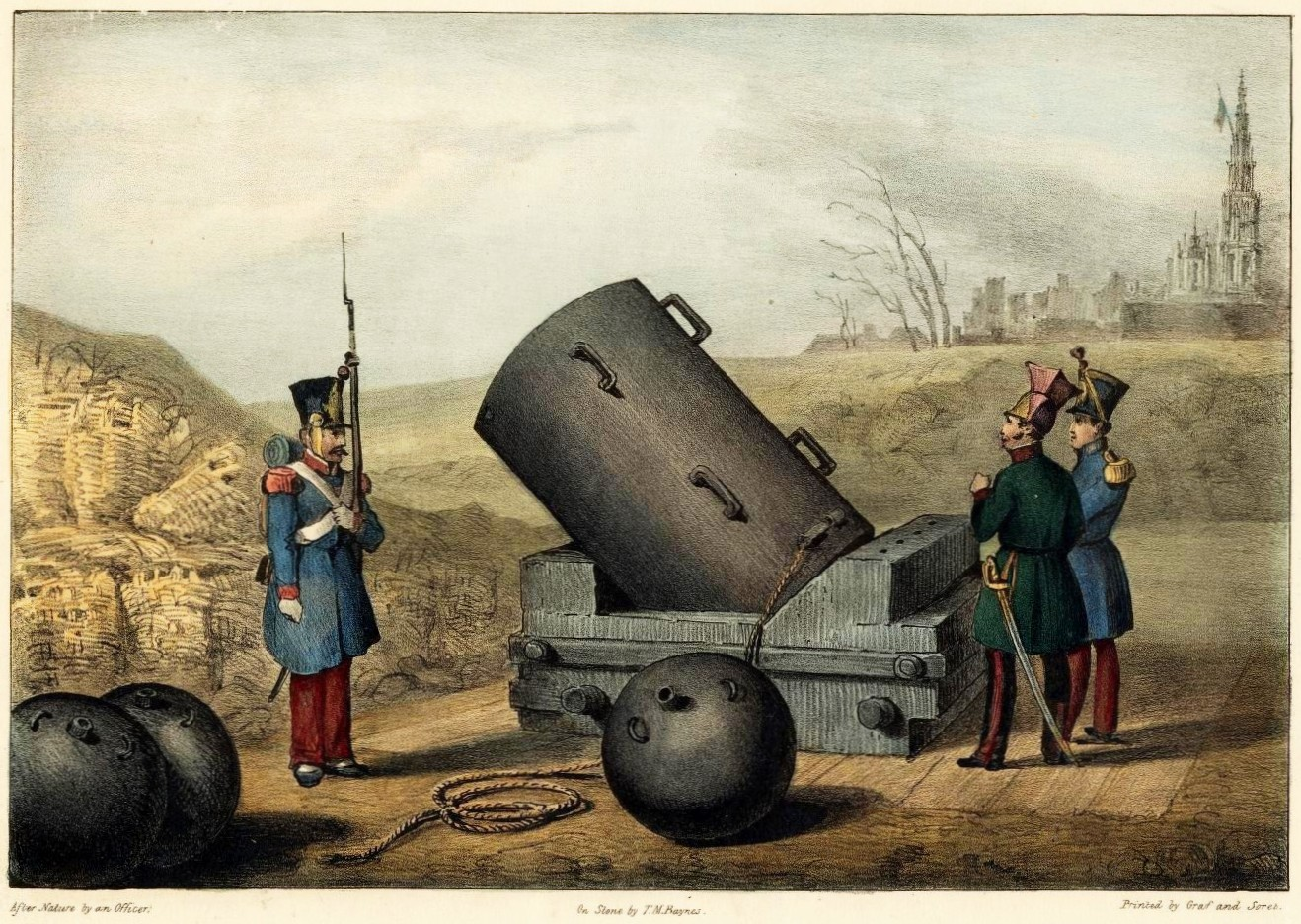
Der „Monstermörser“, erfunden von Henri Joseph Paixhans.

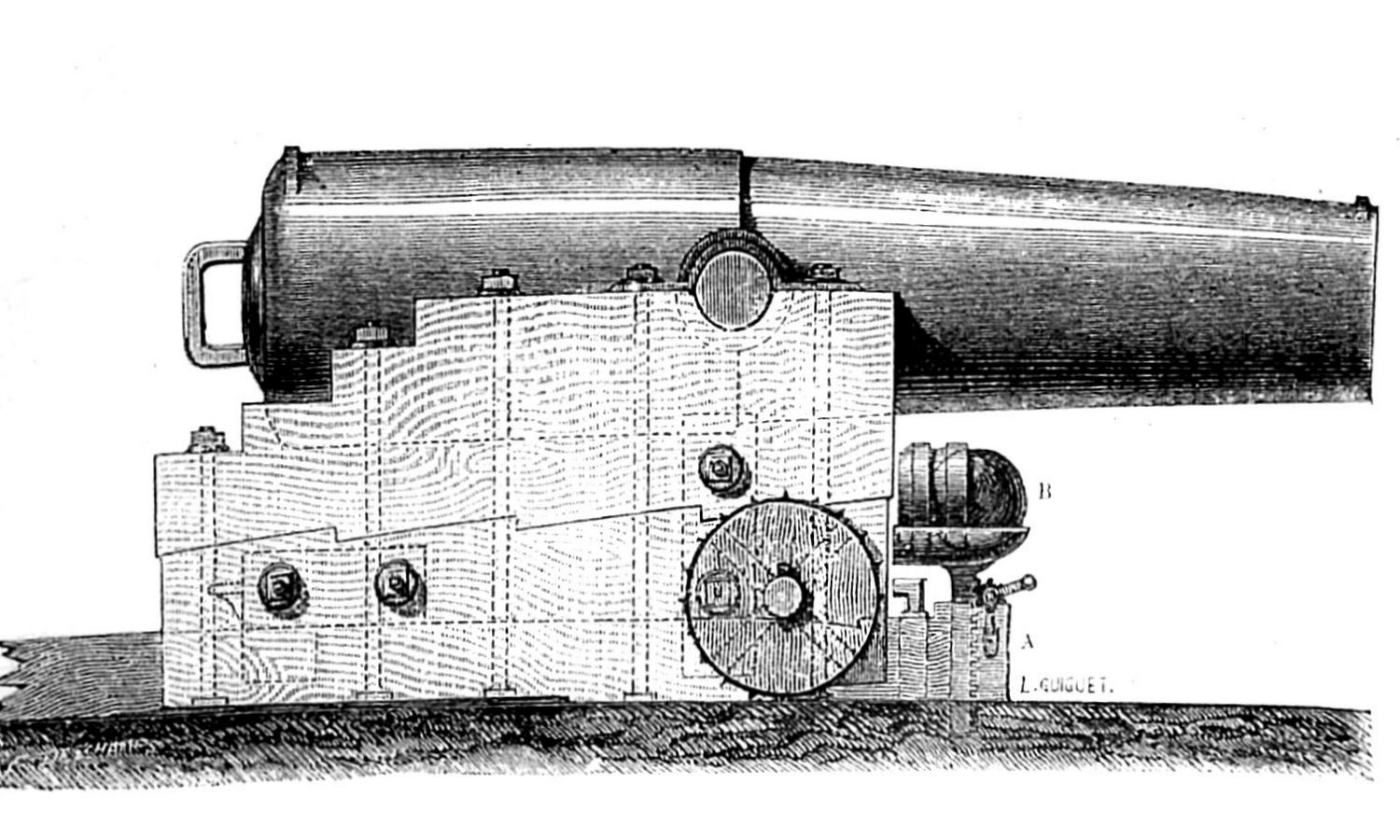
Das Paixhans-Schiffsgeschütz

Henri Joseph Paixhans (* 22. Januar 1783 in Metz; † 20. August 1854 auf Jouy-aux-Arches bei Metz) war ein französischer Général de division und Ingenieur.
Paixhans trat nach dem Besuch der École polytechnique in Paris in die Marineartillerie ein. Er erwarb sich große Verdienste um die Ausbildung des Hohlgeschossfeuers der großen Kanonen und erfand u. a. 1822 die Bombenkanonen, welche erst ab 1871 durch die gezogenen Geschütze vollständig verdrängt wurden.
Paixhans entwickelte ebenfalls die „Mortier monstre“ (dt. „Monstermörser“), die 500-kg-Sprengladungen verfeuern konnte und bei der Belagerung von Antwerpen, 1832, verheerende Auswirkungen zeigte.
Außerdem galt der Franzose als der herausragendste Marinetheoretiker seines Landes und begründete damit die Jeune École. Von ihm stammte die These, dass eine Handvoll moderner bestens bestückter Einheiten es bei entschieden aggressivem Vorgehen mit einer ganzen Flotte aufnehmen könnten. Indirekt nahm er dabei die aus der Not geborene Taktik der Südstaaten im Sezessionskrieg voraus, die ihr Heil in der Entwicklung moderner Techniken suchten.
Doch auch für die Kriegsführung zu Lande hatten seine strategischen Grundüberlegungen Bedeutung. Der Militärtheoretiker und Oberstleutnant Alexandre Jardot (1804–1891) griff in seinem Buch „Eisenbahnen als strategische Linien“ (1842) Paixhans’ Grundidee des Vorteils der „Strategie der inneren Linie“ auf, bei der der Verteidiger seine kürzeren Nachschublinien aufgrund der zentralen Anordnung besser nutzen kann, um womöglich mehrere Gegner gleichzeitig abwehren zu können.
Paixhans starb am 20. August 1854 im Rang eines Generals auf Jouy aux Arches bei Metz.

## Werke
- Considérations sur l’artillerie des places etc. (Paris 1815)
- Nouvelle force maritime (Paris 1821)
- Force et faiblesse de la France (Paris 1830; deutsch von Kausler, Stuttgart 1841)
- Constitution militaire de la France (Paris 1849)